# Oblężenie Staroduba
Oblężenie Staroduba zaczęło się 30 lipca 1535, w czasie piątej wojny litewsko-moskiewskiej, gdy armia koronna pod wodzą hetmana wielkiego koronnego Jana Tarnowskiego podeszła pod twierdzę Starodub, bronioną przez Rosjan pod wodzą Fiodora Oboleńskiego Owczinę-Tielepniewa.
Polscy saperzy wykonali podkopy i założyli miny pod murami twierdzy. Wybuch zniszczył część zamku, przez powstały wyłom wdarli się Polacy zdobywając twierdzę. Tarnowski rozkazał ściąć 1400 obrońców, którzy nie posłuchali wezwania do poddania się przed szturmem.
Podstąpili czarodzieje pod zamek, podkopali się, podsypali złe ziele, podpalili i silny grom wyrwał ścianę. − relacjonował to wydarzenie rosyjski latopis.
Konsekwencją upadku Starodubia była kapitulacja rosyjskich załóg kilku innych twierdz na terenie Siewierszczyzny.